# گیگستر

گیگستر

گیگستر یک وب سایت است که به کاربران اجازه می‌دهد تا به هم برای واسپاری و اجرای پروژه‌های بر بستر تکنولوژی تعامل کنند. این کمپانی توسط راجر دیکی و دبو اولائوسبیکان (به انگلیسی: Debo Olaosebikan) در شهر کالیفرنیا ایالت سانفرانسیسکو آمریکا تأسیس شده‌است. آنها بلافاصله بعد از تأسیس توانستند از کمپانی‌های گری‌لاک‌پارتنرز (به انگلیسی Greylock Partners) و بلومبرگ بتا (به انگلیسی Bloomberg Beta) و همچنین سرمایه‌گذاران اولیه شناخته شده‌ای مثل ناوال راویکانت (به انگلیسی Naval Ravikant) از کمپانی انجل لیست (به انگلیسی AngelList) و جاستین والدرون (به انگلیسی Justin Waldron) از کمپانی زینگا (به انگلیسی Zynga) امت شیر (به انگلیسی Emmett Shear(از کمپانی سوییچ تی‌وی (به انگلیسیTwitchTV) و چند سرمایه‌گذار دیگر، سرمایه اولیه دریافت کنند. آنها بخشی از برنامه شتابدهنده وای کامبینیتر در تایستان سال ۲۰۱۵ بودند.